# Cassoulet
Cassoulet – wolno gotowany gulasz warzywno-mięsny pochodzący z południowej Francji. Jest przygotowywany z białej fasoli z dodatkiem kaczki lub gęsi, kiełbasy, wieprzowiny, baraniny i doprawiony czosnkiem oraz ziołami. Według tradycji pochodzi z miasta Castelnaudary w departamencie Aude w regionie Oksytanii. W Aude występują różne odmiany tego dania.

## Historia i etymologia
Zgodnie z tradycją (niepotwierdzoną źródłami)  cassoulet powstał w 1355 roku w mieście Castelnaudary w trakcie oblegania go przez Anglików podczas wojny stuletniej. W średniowieczu potrawę tę nazywano estouffet. Dictionnaire de l’Académie française datuje nazwę cassoulet na XIX wiek. Obecna nazwa jest zdrobnieniem od oksytańskiego słowa cassolo (fr. cassole), glinianej miski o kształcie ściętego stożka, w którym potrawa jest przyrządzana i podawana.
Obecnie podstawowym składnikiem cassoulet jest biała fasola. Dawniej wykorzystywano bób. Źródła podają różne informacje na temat tego, kiedy po raz pierwszy zaczęto używać fasoli zamiast bobu. Według Oxford Companion to Food fasola przybyła do Francji z Nowego Świata przez Hiszpanię w XVI wieku.

## Przygotowanie

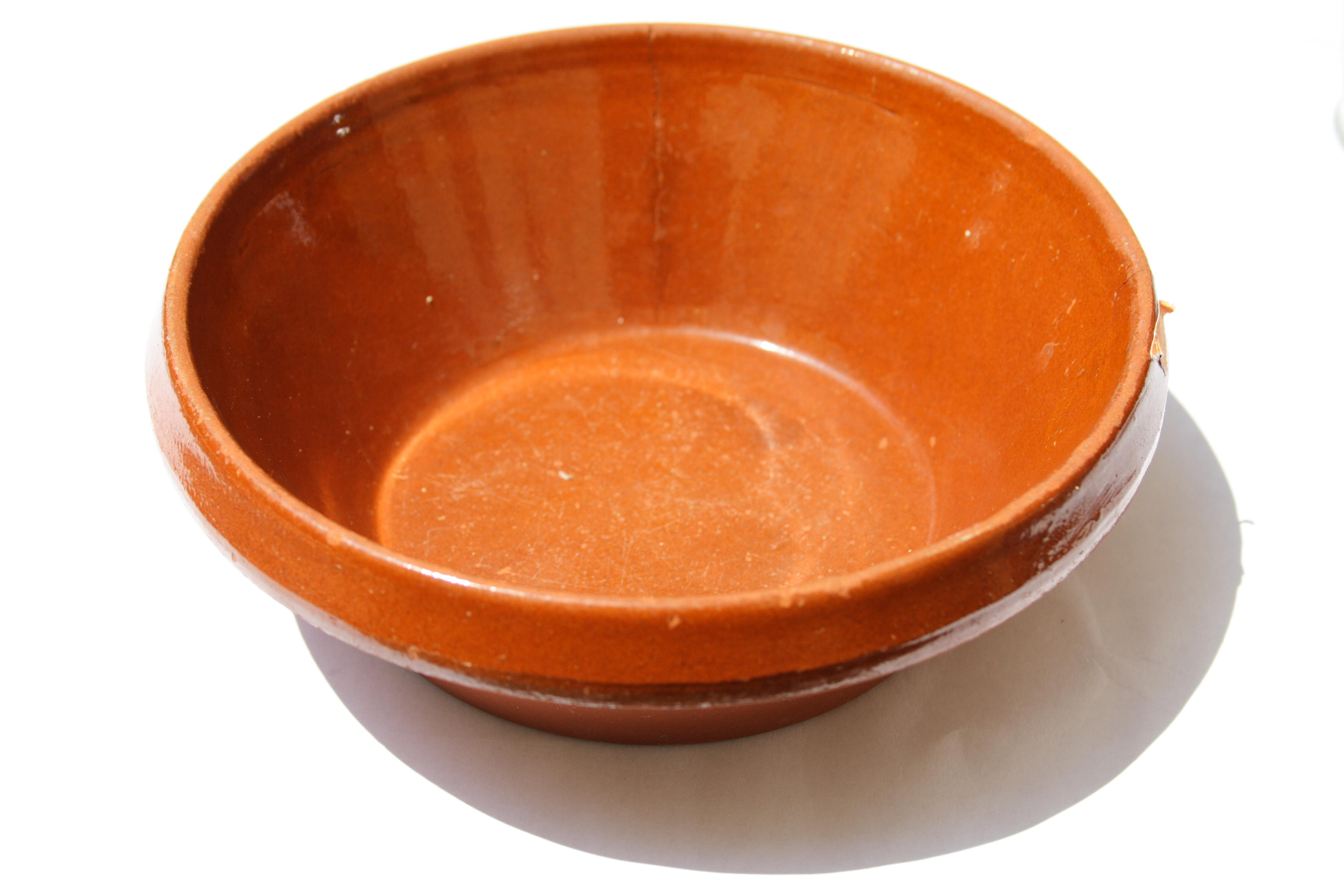
Cassole

Tradycyjnie danie przygotowuje się w glinianym naczyniu cassole lub toupin. Bazą dania jest długo gotowana na wolnym ogniu biała fasola (do stopnia pełnej miękkości). Do fasoli dodaje się w zależności od wersji: konfitowaną gęś lub kaczkę, boczek, gicz wieprzową, kiełbasę, jagnięcinę lub kuropatwę. Można dodać także pomidory, seler oraz marchewkę.

### Wersje
Przepis jest przedmiotem sporu pomiędzy trzema miastami regionu: Castelnaudary, Carcassonne i Tuluzą. Kontrowersje dotyczą pochodzenia cassouletu, jego składu oraz walorów smakowych.
- cassoulet z Castelnaudary przyrządza się z białej fasoli (lokalna odmiana lingot), zawiera konfitowaną gęś, gicz lub łopatkę wieprzową, kiełbasę i skórkę wieprzową[6]. Do przygotowania bulionu będącego bazą wykorzystuje się także wieprzowinę, cebulę i marchewkę, jednakże nie występują one w gotowym daniu[7]. Obróbka termiczna kończy się w piekarniku[1].
- wersja z Carcassonne cassoulet może zawierać również czerwoną kuropatwę (w sezonie) oraz baraninę[3].
- wersja z Tuluzy zawiera konfitowaną kaczkę i lokalną kiełbasę z Toulouse, marchewkę i cebulę nadziewaną goździkami. Czasami przed włożeniem do piekarnika jest posypywana bułką tartą[3].

## Promocja
W 1970 roku powstało La Grande confrérie du cassoulet de Castelnaudary (Wielkie Bractwo Cassoulet z Castelnaudary) którego celem jest promowanie i obrona jakości potrawy. W jego szeregach znajdowali się dwaj prezydenci Republiki: François Mitterrand i Jacques Chirac. Od 2000 roku organizowane jest coroczne święto, podczas którego poza kapitułą bractwa odbywają się degustacje konkursowe.
22 stycznia 1998 w Carcassonne utworzono Académie universelle du cassoulet mającą w składzie szefów kuchni również z innych krajów. Stworzono trasę, która umożliwia wycieczkę do najlepszych restauracji w regionie i oferuje kilka odmian tego dania.

## Podobne dania
- févoulet, czyli cassoulet z bobu
- feijoada – brazylijska wersja na bazie czarnej fasoli, podawana z ryżem
- fabada asturiana – hiszpańska wersja z Asturii, gotowana z regionalnej odmiany fasoli asturyjskiej faby.
- faves ofegades – wersja katalońska o przepisie zbliżonym do oksytańskiego
- fasolka po bretońsku – polska wersja, ze znacznie większą ilością sosu pomidorowego w porównaniu z cassoulet
- Guernsey bean jar – odmiana cassoulet z wyspy Guersney
- fèves au lard – wersja z Quebecu gotowana przez długi czas z boczkiem, wymieszana z melasą lub syropem klonowym.